# Katovice (okres Strakonice)
Katovice (lidově Kátouce, německy Katowitz) jsou městys v okrese Strakonice v Jihočeském kraji. Leží šest kilometrů západně od Strakonic. Katovice leží na řece Otavě v nadmořské výšce 412 metrů. Městys se rozprostírá na ploše 958 hektarů a žije zde přibližně 1 300 obyvatel. Městys se nachází na 61. kilometru řeky Otavy, díky níž se Katovice stávají v letních měsících častým návštěvním a zároveň nocovacím místem pro mnoho vodáků.

## Historie
Podle knihy Jiřího Andresky Solné stezky na Šumavě vedla pod Kněží horou v době halštatské (v polovině 1. století př. n. l.) solná stezka a oblast Kněží hory byla pravděpodobně osídlena Kelty Od 8. století lze počítat se slovanským osídlením, o čemž svědčí nálezy starší slovanské kultury. Na Katovické hoře bývalo slovanské hradiště popsané roku 1859 popsal Janem Erazimem Wocelem.
Katovice byly původně pravděpodobně rýžovnickou osadou (rýžovalo se zde zlato z Otavy), později trhovou, která vznikla asi v 10.–11. století. Byla poddanskou vesnicí a později (1471) městečkem hradu a zámku Střela. Vesnici spravovali rychtáři, kteří byli dosazováni na své pozice vrchností. První písemná zmínka o Katovicích pochází z roku 1045, kdy tuto osadu kníže Břetislav I. daroval břevnovskému klášteru. Po povýšení na městečko získaly Katovice právo mýta, cla a právo tržní (dva jarmarky ročně). Získaly i právo pečetní – dochované pečetidlo je uloženo v Okresním archivu ve Strakonicích. Dostaly také městský znak a to modrý štít, v němž se nachází stříbrná věž s cihlovou střechou a zlatou makovičkou.
Kromě rýžování zlata se u Katovic lovily perlorodky v řece Otavě, které tu byly později i uměle chovány. Znečišťováním vody byl však jejich chov zničen (ovšem v mělčích vodách v okolí Katovic byly nalézány ještě na začátku 21. století). Po zbudování Schwarzenberského plavebního kanálu se po Otavě přes Katovice plavilo dřevo. Vory se plavily od Čeňkovy pily, ale vázaly se i v Katovicích na pravém břehu řeky (odtud místní název Pramácká) a cesta do Prahy jim trvala dva dny. Vory se plavily ještě po první světové válce.
V roce 1867 se staly Katovice stanicí Dráhy císaře Františka Josefa I. Od roku 1902 se u vsi těžil grafit a jeho těžba byla ukončena v roce 1922.
Dne 20. dubna 1945 zaútočily americké stíhací letouny (hloubkaři) na vlak s vězni z koncentračního tábora. Díky zaměstnanci tehdejšího hospodářského družstva Františku Gálovi z Dražejova se podařilo uprchnout dvěma stům vězňů do okolních lesů. Příslušníci jednotky SS, která transport doprovázela, nejméně jedenáct vězňů brzy dopadli a okamžitě je na místě zastřelili. Sedm z nich bylo pohřbeno ve Volenicích, čtyři zbývající v Katovicích.
Do roku 1952 se v Katovicích vyráběly klobouky. Poté továrnu převzaly Vlnařské závody ve Strakonicích. V současné době je továrna opět využívána společností Quint, zabývající se strojní výrobou.
Až do druhé poloviny šedesátých let se držel v Katovicích starý lidový zvyk – vánoční troubení pastýřů o Štědrém večeru s obchůzkou domů. Dlouhé pastýřské trouby jsou dosud zachovány a zní každý Štědrý večer alespoň z místního rozhlasu.

## Přírodní poměry
Katovice leží na řece Otavě na jižním okraji bývalého území Prácheňska a v západní části okresu Strakonice, který je nejmenším okresem Jihočeského kraje. Na území městyse se nachází tři vodní toky – hlavní Otava a její dva přítoky: Březový potok (levý) a Novosedelský potok/Kolčava (pravý). Asi 1,5 km severozápadně se nachází Kněží (Katovická) hora, vysoká 493 metrů.

### Podnebí

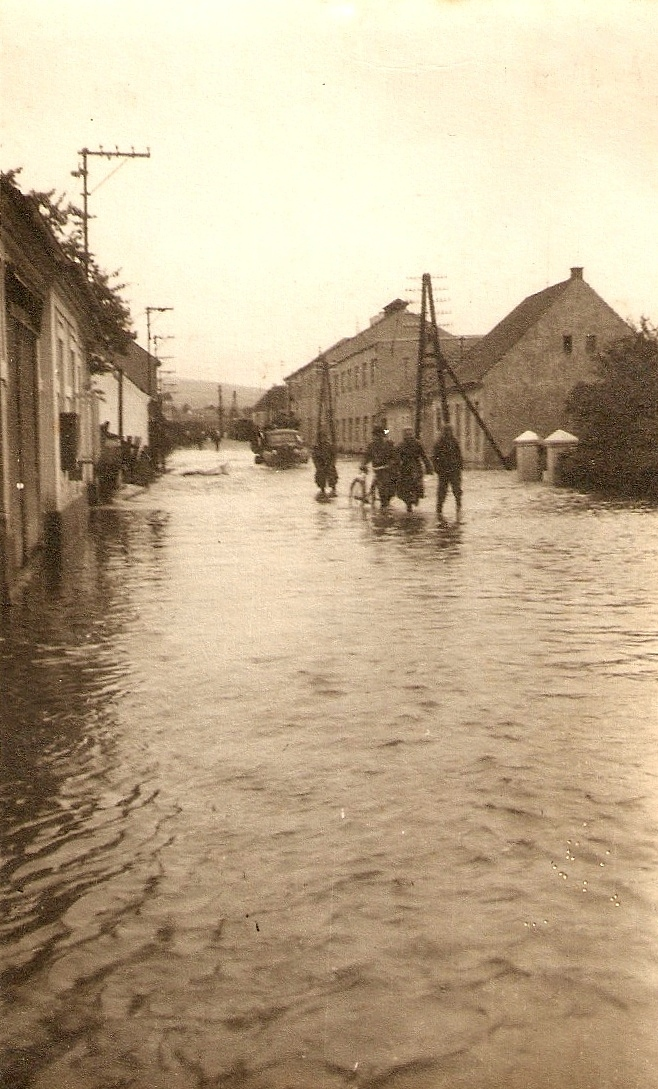
Povodně roku 1954 v Nádražní ulici

Podnebí Katovic je mírně teplé. Zimy jsou mírné a léta teplá až velmi teplá. Průměrná roční teplota se pohybuje okolo 7 °C, vodní srážky jsou v průměru 550–650 mm.

### Povodně v roce 1954
Červenec roku 1954 byl na celé Šumavě neobvykle chladný a deštivý. Od středy 7. července do pátku 9. července napršelo téměř 110 mm srážek a to nejen v Katovicích, ale na celé Šumavě. V pátek, 9. července, byla u mostu přes Otavu naměřena výška hladiny 340 cm, což byla kulminační hodnota. Otava se při této výšce vylila ze břehů a zaplavila na levé straně mlýn a na pravé straně celou ulici Říční a od ní vše směrem k místní továrně. Rozvodnil se i Novosedelský potok (tehdy zvaný Kolčavka) a to také kvůli tomu, že most přes něj byl ucpán asi 15 m³ dřevěných tyčí, které byly odplaveny z Liboče a které tam měla uložena "Správa pro hrazení bystřin". Novosedelský potok se spojil s Otavou a společně vytvořily prudký tok, který poničil mnohé zahrady, zaplavil sklepy i místnosti. V zatopených bytech dosáhla hladina až 70 cm. Podle zápisu kroniky Katovic bylo celou noc ze čtvrtka na pátek slyšet "úpěnlivé volání o pomoc ze zatopených domků v Liboči i jinde". Protipožární sbor a vojáci pomocí jedné pontonové lodi a dvou gumových člunů evakuovali většinu lidí, kteří byli uvězněni ve svých domech. V pátek 9. července odpoledne začala hladina klesat. Tehdejší katovický kronikář a ředitel místní základní školy Antonín Beneš označil pátek 9. července jako „černý pátek pro Katovice“. Škody byly vyčísleny na 500 000 Kčs. Všichni občané Katovic tuto povodeň přežili. 16. a 19. července 1954 pak katovičtí občané podstoupili očkování proti tyfu, které prováděl obvodní lékař Dr. František Ladman.
Kronika Katovic ještě dodává, že takto velká povodeň zasáhla Katovice přesně 100 let před touto povodní, v roce 1854. Ta nejvíce zasáhla nedaleké Střelské Hoštice, kde si vyžádala i několik obětí.

### Povodně v roce 2002
V srpnu roku 2002 došlo na velké části území Čech k ničivým povodním.
Následkem trvalých dešťů se hladina Otavy ve čtvrtek, 8. srpna, dostala na 257 cm (o dva metry výše než v normálu) a průtok Novosedelského potoka sahal dvacet centimetrů pod most v Liboči[zdroj?] (ulice). Kvůli rozvodněnému potoku došlo k vyplavení sklepů několika domů v Liboči. Celkově od úterý 6. srpna do čtvrtka 8. srpna spadlo 115 mm srážek. Poté začaly hladiny Otavy a Novosedelského potoku klesat až do neděle, 11. srpna.
V pondělí, 12. srpna ve 12.00 vyhlásil starosta obce Tomáš Hajdušek 3. stupeň povodňové aktivity (stav ohrožení) pro řeku Otavu. Mezitím Novosedelský potok opět prudce stoupl a znovu vyplavil sklepy okolních domů. Odpoledne byli občané z pravého břehu Otavy vyzváni k opuštění domovů a to kvůli špatným zprávám z horního toku, především ze Sušice, kde bylo zaplaveno náměstí. V nočních hodinách pak došlo k protržení pravé hráze za katovickým jezem (zbudované v letech 1955–1959) v délce asi 20 metrů a tím okamžité zatopení objektů na pravé straně řeky Otavy. Hladina řeky na některých místech sahala do výšky přes 1 metr, byly zaplaveny zahrady, sklepy a místnosti domů. Hladina řeky při kulminaci dosáhla 395 cm, což v Katovicích znamená stupeň 3+, extrémní povodeň (od hranice 385 cm).

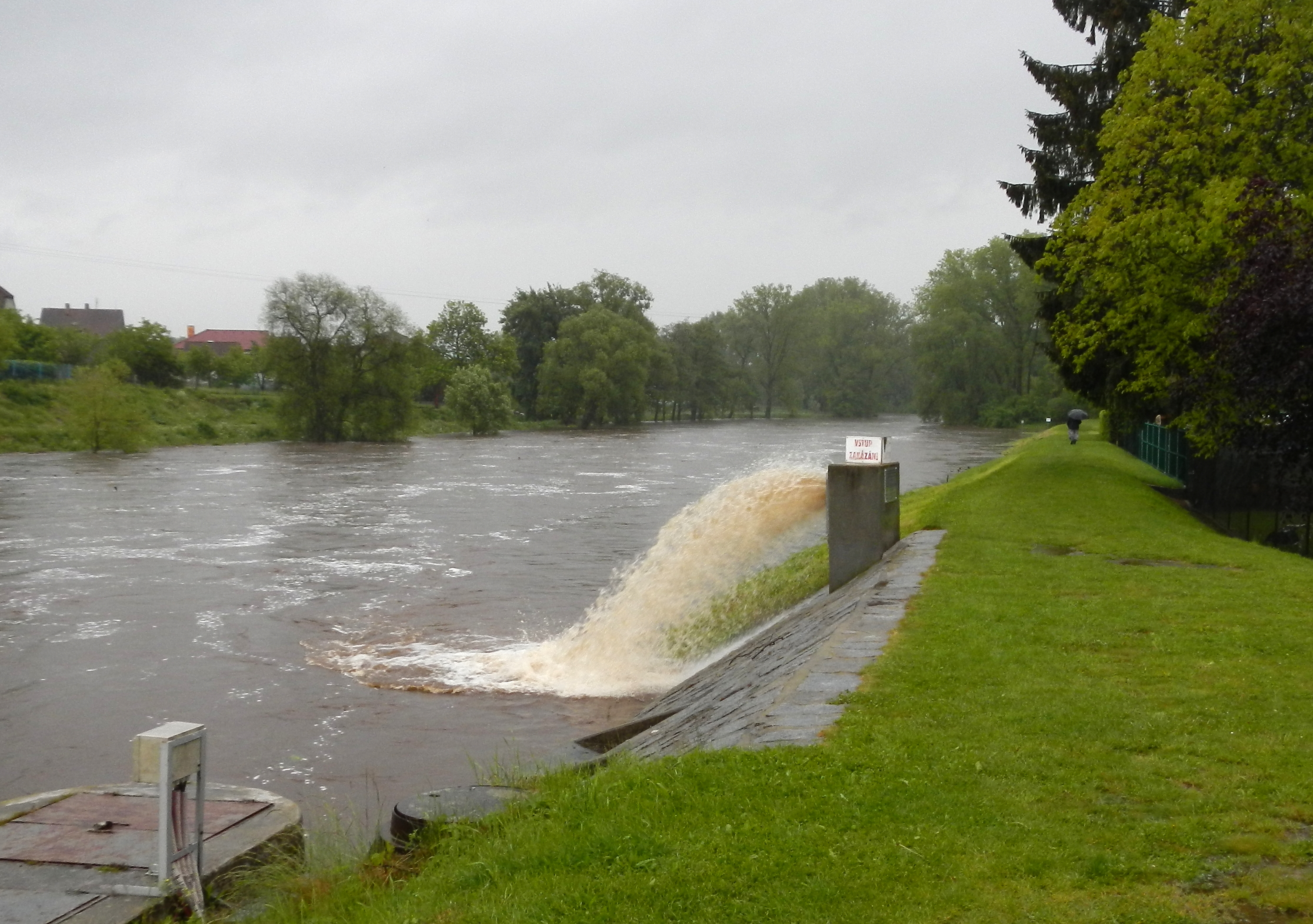
Protipovodňová čerpadla v akci v roce 2013

Od úterý, 13. srpna, začala hladina řeky již pomalu klesat. Vodu ze sklepů odčerpávali místní dobrovolní hasiči ve spolupráci se skupinou hasičů z Drachkova až do 16. srpna.
Tato stoletá povodeň zasáhla a ovlivnila životy mnoha obyvatel. Obec se z následků povodně vzpamatovávala ještě několik měsíců poté, když lidé byli nuceni vysoušet a rekonstruovat místnosti a celé domy. Zaměstnanci povodí Vltavy zpevnili protrženou hráz zeminou a dlažbou z velkých kamenů. Téměř celá silniční, kanalizační a vodovodní síť byla v následujících měsících kompletně obnovena a na břehu řeky Otavy byla instalována v letech 2004–2005 dvě protipovodňová čerpadla v celkové ceně 32 005 050 Kč za finanční podpory Evropské unie.

## Obyvatelstvo
| Rok            | 1869 | 1880 | 1890 | 1900 | 1910  | 1921  | 1930  | 1950  | 1961  | 1970  | 1980  | 1991  | 2001  | 2011  | 2021  |
| -------------- | ---- | ---- | ---- | ---- | ----- | ----- | ----- | ----- | ----- | ----- | ----- | ----- | ----- | ----- | ----- |
| Počet obyvatel | 816  | 918  | 916  | 967  | 1 046 | 1 099 | 1 206 | 1 161 | 1 214 | 1 194 | 1 214 | 1 189 | 1 250 | 1 331 | 1 303 |
| Počet domů     | 113  | 125  | 133  | 147  | 161   | 176   | 214   | 272   | 272   | 296   | 319   | 381   | 404   | 429   | 454   |

## Správa městyse
Od 10. října 2006 byl obci vrácen status městyse.
Od 1. ledna 1974 do 23. listopadu 1990 k městysi patřily Krty a Mnichov.

### Symboly městyse
Znak městyse je historický, vlajka byla městysi udělena rozhodnutím předsedkyně Poslanecké sněmovny Parlamentu České republiky dne 25. listopadu 2011.

### Představitelé obce
V letech 1880–1945 se funkce hlavy obce nazývala starostou, v období 1945–1990 byla nahrazena funkcí předsedy místního národního výboru.
Seznam starostů Katovic od roku 1990:
| Začátek období | Konec období                              | Starosta           | Složení zastupitelstva (tučně označena strana starosty) |
| -------------- | ----------------------------------------- | ------------------ | ------------------------------------------------------- |
| 24. 11. 1990   | 24. 12. 1993                              | Karel Hejduk       | 4× Nezávislí, 3× ČSL, 3× OF, 2× KSČ, 2× ČSZ, 1× SZ      |
| 19. 1. 1994    | 2. 12. 1994                               | František Kropáček | 4× Nezávislí, 3× ČSL, 3× OF, 2× KSČ, 2× ČSZ, 1× SZ      |
| 2. 12. 1994    | 27. 11. 1998                              | Václav Veselka     | 8× Sdružení nezávislých kandidátů, 6× KDU-ČSL, 1× KSČM  |
| 27. 11. 1998   | 16. 11. 2006                              | Tomáš Hajdušek     | 1998: 6× ODS, 5× KDU-ČSL, 1× ČSSD, 1× KSČM              |
| 27. 11. 1998   | 16. 11. 2006                              | Tomáš Hajdušek     | 2002: 8× ODS, 3× KDU-ČSL, 1× ČSSD, 1× KSČM              |
| 16. 11. 2006   | 7. 11. 2014                               | Karel Karas        | 2006: 8× ODS, 4× KDU-ČSL, 1× KSČM                       |
| 16. 11. 2006   | 7. 11. 2014                               | Karel Karas        | 2010: 8× ODS, 4× KDU-ČSL, 1× KSČM                       |
| 7. 11. 2014    |                                           | Šárka Němečková    | 2014: 7× KDU-ČSL, 6× ODS                                |
| 7. 11. 2014    | 2018: 9× KDU-ČSL, 3× ODS, 1× Katovice 2.0 | Šárka Němečková    |                                                         |
| 7. 11. 2014    | 2022: 9× KDU-ČSL, 4× ODS                  | Šárka Němečková    |                                                         |

## Doprava

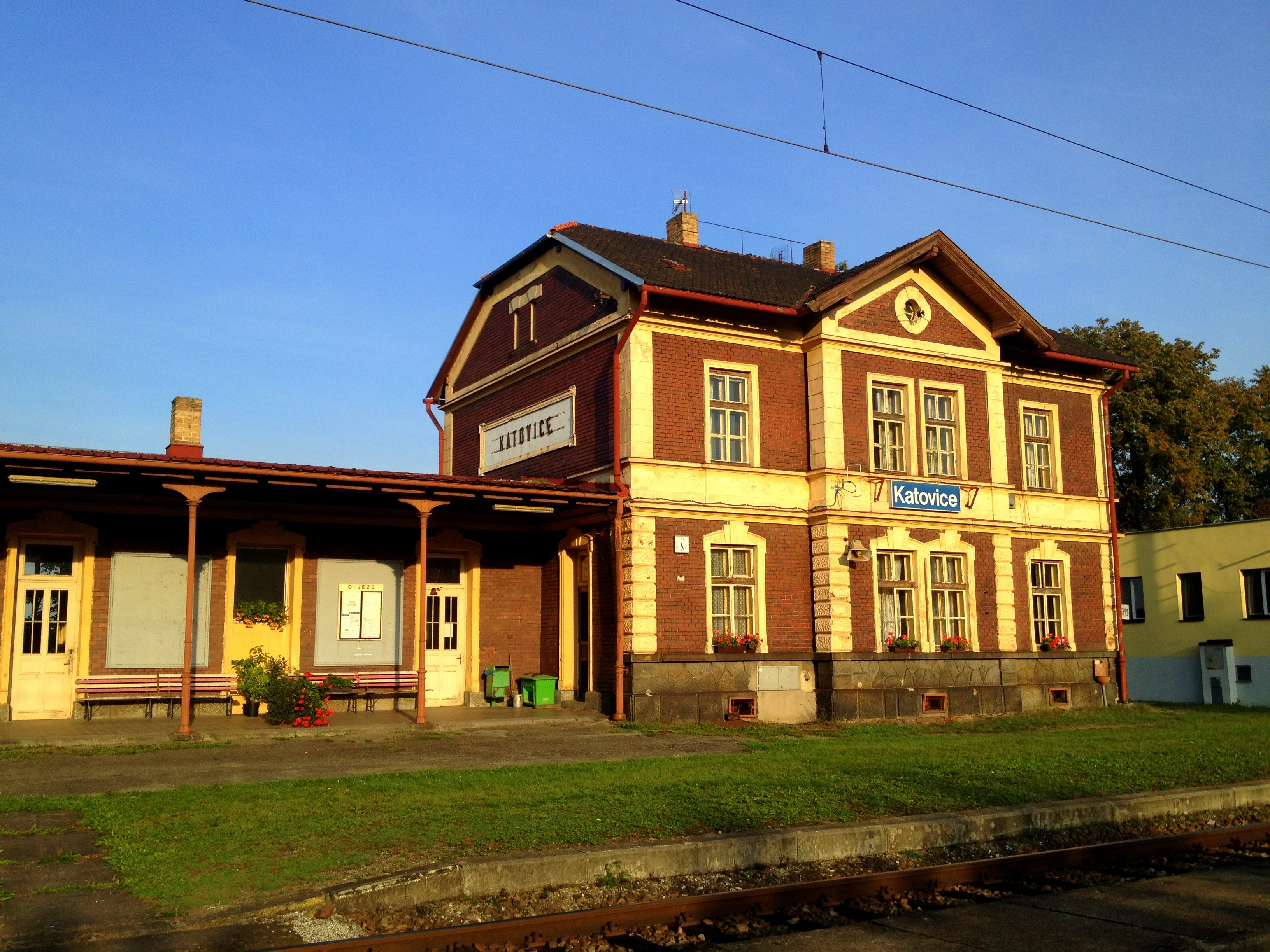
Vlakové nádraží v Katovicích

Městem vedou silnice: I/22 Domažlice – Klatovy – Horažďovice – Strakonice – Vodňany a silnice II/172: Katovice – Volenice – Frymburk – Soběšice – Strašín.
Městysem vede železniční trať Plzeň – České Budějovice, na které se nachází stanice Katovice. Provoz na trati byl zahájen v roce 1868. Z městyse jezdí přímé autobusové linky například do: Strakonic, Sušice, Horažďovic, Střelských Hoštic, Prahy atd.

## Společnost

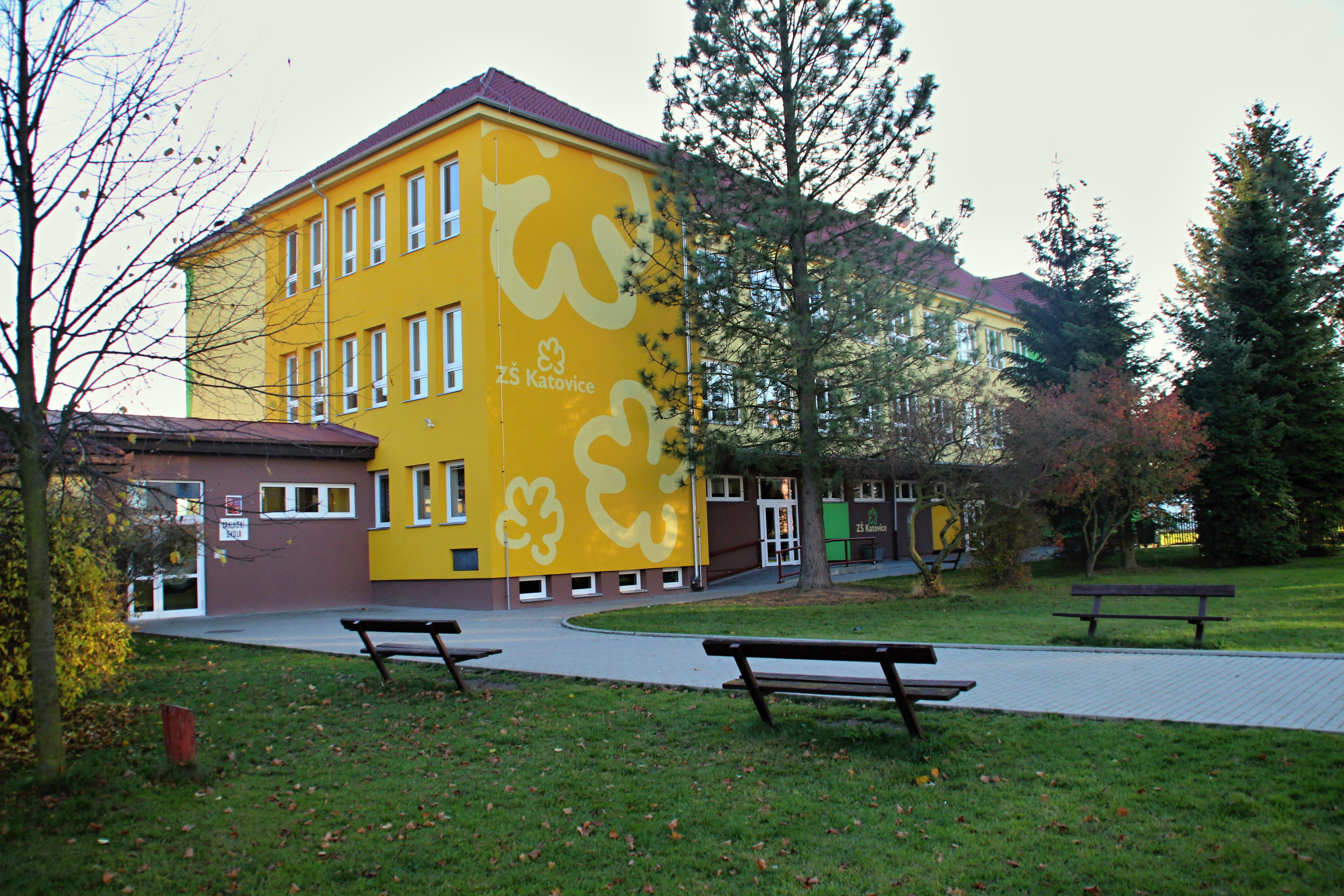
Budova ZŠ Katovice

### Školství
Na území městyse Katovice se nachází Základní a mateřská škola Katovice, zřizovaná městysem Katovice. V ní působí základní škola, která má rozdělené třídy nebo jednu v každém ročníku (devítiletka) a v jejím těsném sousedství se nachází objekt mateřské školy.
V roce 2021 byla zahájena výstavba budovy nové mateřské školy, která bude dokončena během roku 2022 a první děti se do ní podívaly na jaře roku 2023. Specifikem místní mateřské školky byla křesťanská třída, která byla, po téměř 30 letech úspěšného fungování, zrušena po otevření nové budovy školy. Paradoxně po 8 letech vlády KDU-ČSL.

### Kultura
Centrem kultury v Katovicích je místní kulturní dům, nacházející se na Husově náměstí. Ten je uzpůsoben pro kulturní akce všeho druhu, např. plesy, koncerty, přednášky, výstavy, zasedání, nebo oslavy.
Každý rok Katovice nabízí velké množství kulturního vyžití pro všechny věkové kategorie a to nejen v prostorách kulturního domu, ale obzvláště během léta také po celém okolí městysu a jeho okolí. Mezi akce konané každoročně se například řadí:

### Sport
Nejstarším sportovním oddílem na území městyse je SK Otava Katovice, který byl založen již roku 1928. V současnosti se věnuje fotbalu, kuželkám a tenisu. Fotbalová sekce se skládá ze dvou mužstev mužské kategorie (SK Otava Katovice muži A, SK Otava Katovice muži B), dorosteneckého mužstva a mužstev žákovských a přípravkových kategorií. Muži A dosáhli největšího úspěchu historie, když vybojovali 2. místo v Jihočeském krajském přeboru mužů. To se jim povedlo hned třikrát, a to v sezonách 1991/92, 2015/16 a 2018/19. Od sezony 2019/20 hrají Divizi A. Sportovní oddíl sídlí v ulici U hřiště 326 a na jeho areálu se nachází 2 travnatá hřiště (druhé hřiště vzniklo rekonstrukcí bývalého škvárového hřiště), menší hřiště s umělou trávou, antukový tenisový kurt, kuželkářská dráha (od roku 1998 mají katovičtí kuželkáři vlastní kuželnu se 2 dráhami) a kuřácká hospoda.
Katovice mají své hokejové mužstvo HC Sokol Katovice, které hraje své domácí zápasy na zimním stadionu ve Strakonicích. V současné době hrají Okresní přebor strakonického okresu, ve kterém zvítězili v sezónách 2016/2017 a 2017/2018. 
Hokejové družstvo je součástí TJ Sokol Katovice. V tomto oddíle působí ještě volejbal a metaná. Volejbal se hraje přes léto v areálu Podskalí (bývalé kluziště), přes zimu v tělocvičně ZŠ Katovice. Metaná se hraje v areálu Podskalí.

## Pamětihodnosti

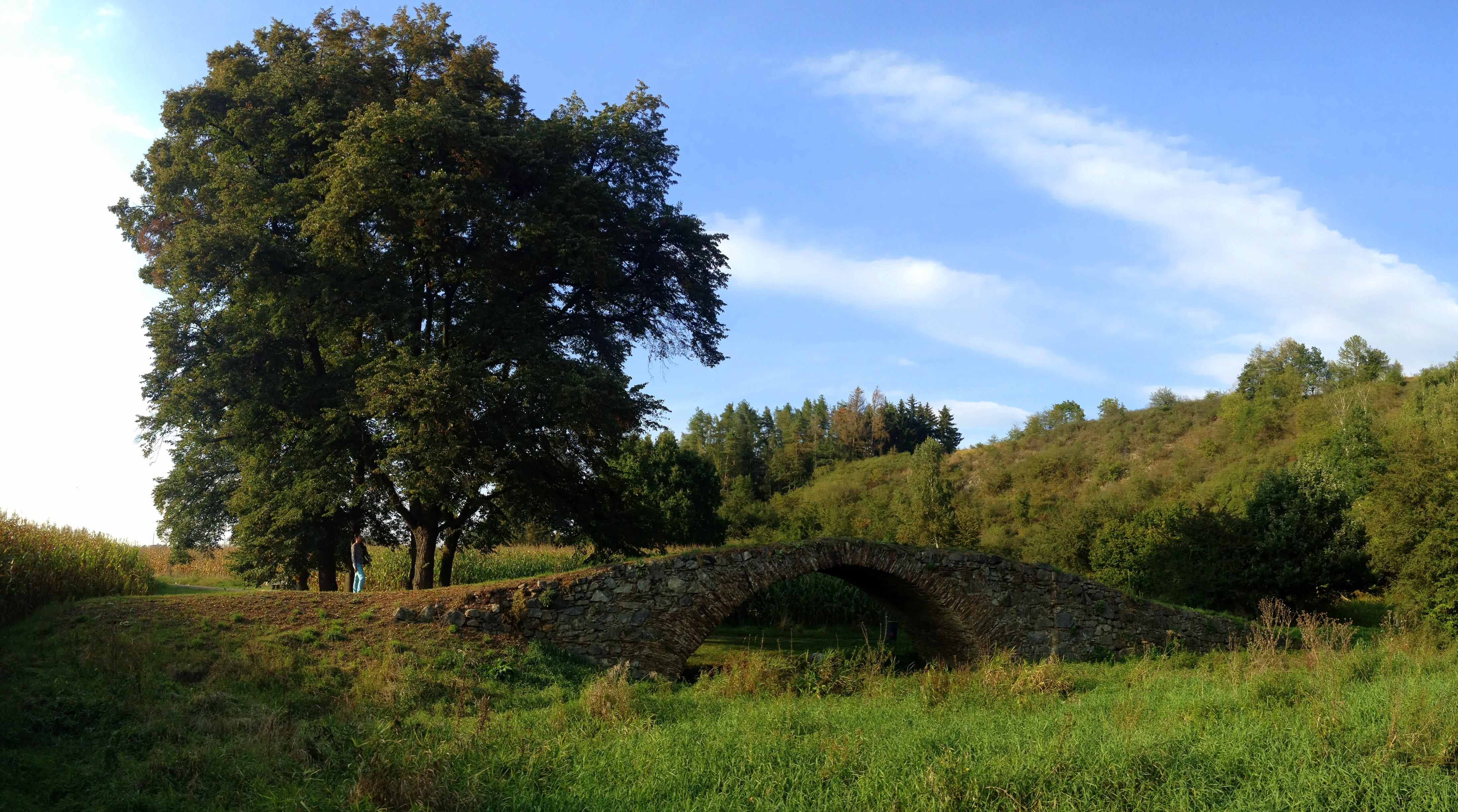
Žižkův most u Katovické hory

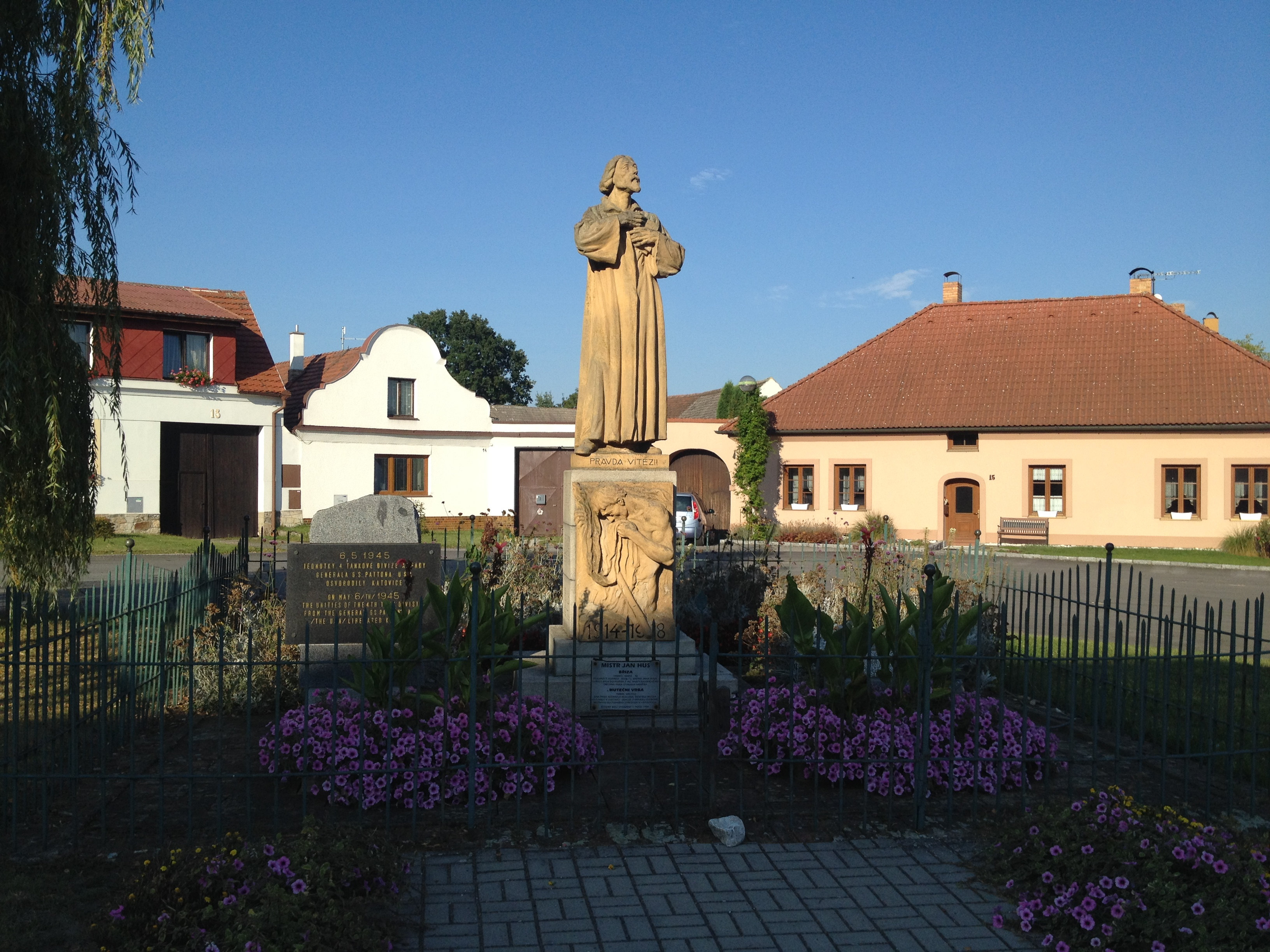
Socha mistra Jana Husa na náměstí

- Severozápadně od Katovic se vypíná vrch Katovická hora (někdy také jmenovaný jako Kněží hora), na které se od 1. 12. 1985 nachází přírodní rezervace. Na vrcholu stálo mohutné slovanské hradiště Kněží hora, které společně s hradišti Hradec u Němětic, Hradec u Řepice a Hradiště u Libětic chránilo v 9. a na počátku 10. století strakonickou kotlinu.
- U Katovické hory se také nachází Žižkův most, který zde údajně nechal vystavět Jan Žižka při tažení na hrad Rábí. Most je však výrazně mladší, byl postaven pro formanské vozy v 17. a 18. století. Dnes pod mostem žádná voda neteče, Březový potok byl při regulaci toku posunut blíže Kněží hoře. Březový potok, ve kterém ještě ve 30. letech 20. století žil rak říční, se asi o 400 dále vlévá do řeky Otavy. Značnou část vrchu zaujímá stejnojmenná přírodní rezervace.
- Katovickou dominantou je kostel svatého Filipa a Jakuba. Kostel byl původně románský, během doby byl několikrát přestavován. Největší přestavbu ukončil stavitel Thomassio Rossi di Mendrisio v roce 1587. Má žlutou barvu, 4 boky, ale jen troje hodiny, protože při stavbě kostela obec Mnichov neinvestovala žádné peníze na stavbu, a tak jim katovičtí na jejich stranu nedali hodiny.
- Socha mistra Jana Husa na náměstí
- Kaplička Jana Nepomuckého u mostu přes Otavu
- Kostel sv. Filipa a Jakuba, spadající pod Římskokatolickou farnost Katovice
- Pomník na počest padlých lidí z Katovic ve válce pod sochou mistra Jana Husa
- Deska na počest Viléma Guttefroida
- Deska na počest Karla Křivánka
- Deska na počest Josefa Jílka na Filipojakubském kostele
- Deska na počest Josefa Jílka na Úřadě městyse Katovice
- Kaplička za bytovými domy

## Osobnosti
Josef Jílek (19. října 1908 – 20. dubna 1945) byl český katolický kněz, který působil v Katovicích v letech 1936–1942. Za druhé světové války se v Katovicích a Česticích (kde působil krátce před zatčením v roce 1942) zapojil do protinacistického odboje pod krycím jménem Jouzínek, byl členem buňky Karel odbojové organizace ÚVOD, pro kterou falšoval křestní listy a další dokumenty. 5. srpna 1942 byl zatčen a po necelých třech letech věznění sťat gilotinou. V roce 2008 proběhly v Katovicích oslavy 100. od jeho narození a na místní faře vzniklo Centrum P. Josefa Jílka (společný projekt Římskokatolické farnosti Katovice a občanského sdružení BEZ).
Karel Kuncipál (5. října 1926 – 8. března 2007) byl katovický rodák a předseda místního národního výboru (MNV) v letech 1981–1986. Roku 1966 byl jmenován kronikářem Katovic, ve které působil až do své smrti v roce 2007. Vychodil Měšťanskou školu ve Strakonicích, dále se vyučil strojním zámečníkem a nakonec vystudoval roku 1948 Vyšší průmyslovou školu strojnickou v Písku. Jeho kronika byla několikrát oceněna, pravidelně vyhrával okresní soutěže a roku 1990 byla vystavena v Pantheonu Národního muzea v Praze po vyhodnocení celostátního kola kronikářské soutěže. Během života napsal i několik knih, jako například "A věky jdou", spolu s Eduardem Kolářem (katovickým knihovníkem z let 1955–1976, po němž současná knihovna nese jméno) "U nás doma. Městečko Katovice jak jej znáte i neznáte" a s manželkou Věrou také "Báje a pověsti od Otavy" a jiné. Za svoji literární činnost byl v roce 1996 přijat za člena Obce spisovatelů ČR. Dne 5. října 1996 byl jmenován za Čestným občanem Katovic za obětavou práci pro obec, kterou se zasloužil o všestranný rozvoj a udržení kulturních tradic obce, za dlouholetou práci kronikáře a za rozsáhlou literární a publikační činnost, do které se po léta promítá jeho láska k obci. V ten samý rok byl přijat jako člen do Obce spisovatelů ČR.

## Zajímavost
Podle některých autorů se v písni Karla Hašlera „Na Pankráci ...“ zpívá o ulici „Pankrác“ v Katovicích.

## Galerie

Katovice
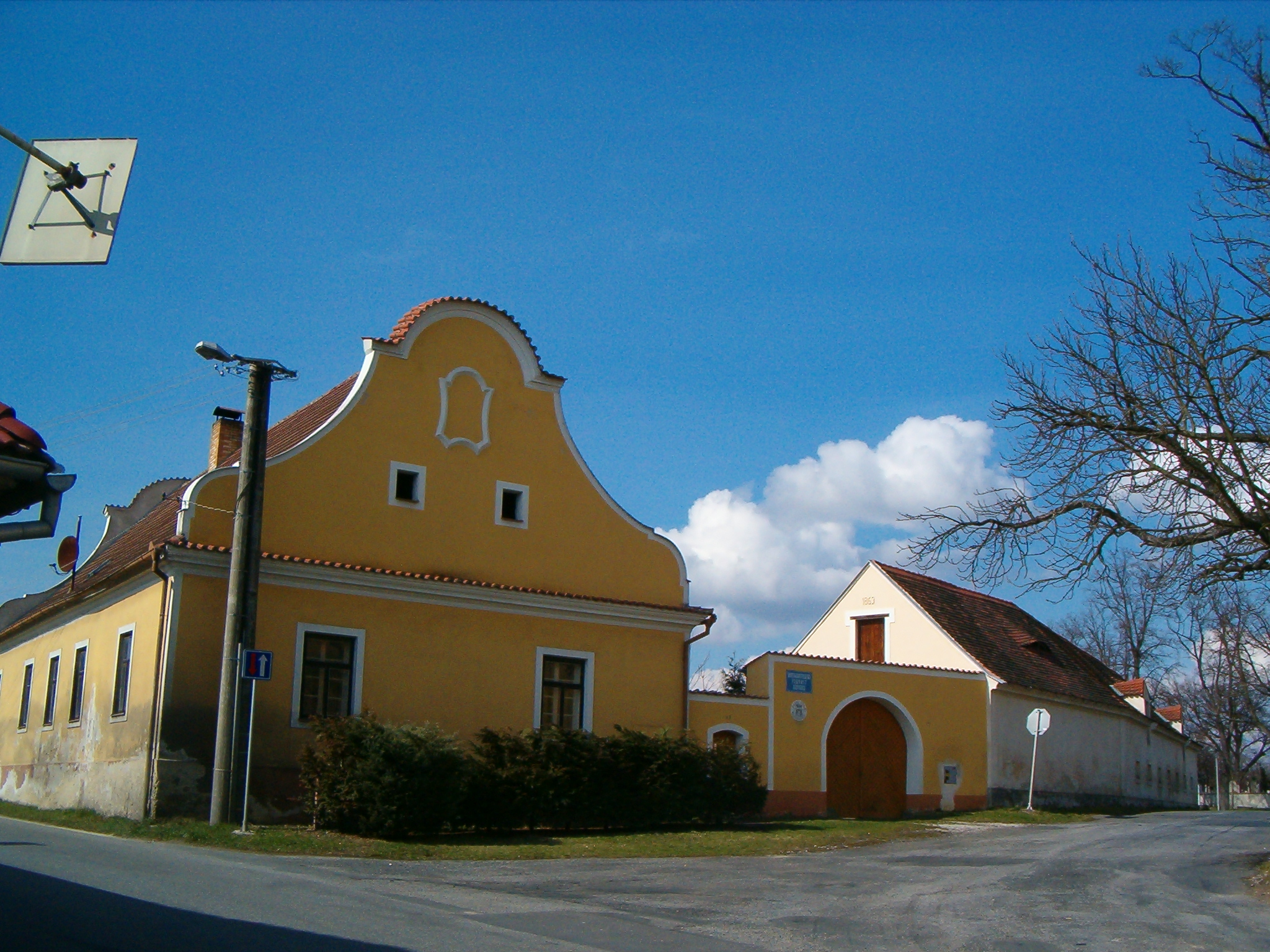
Farnost Katovice
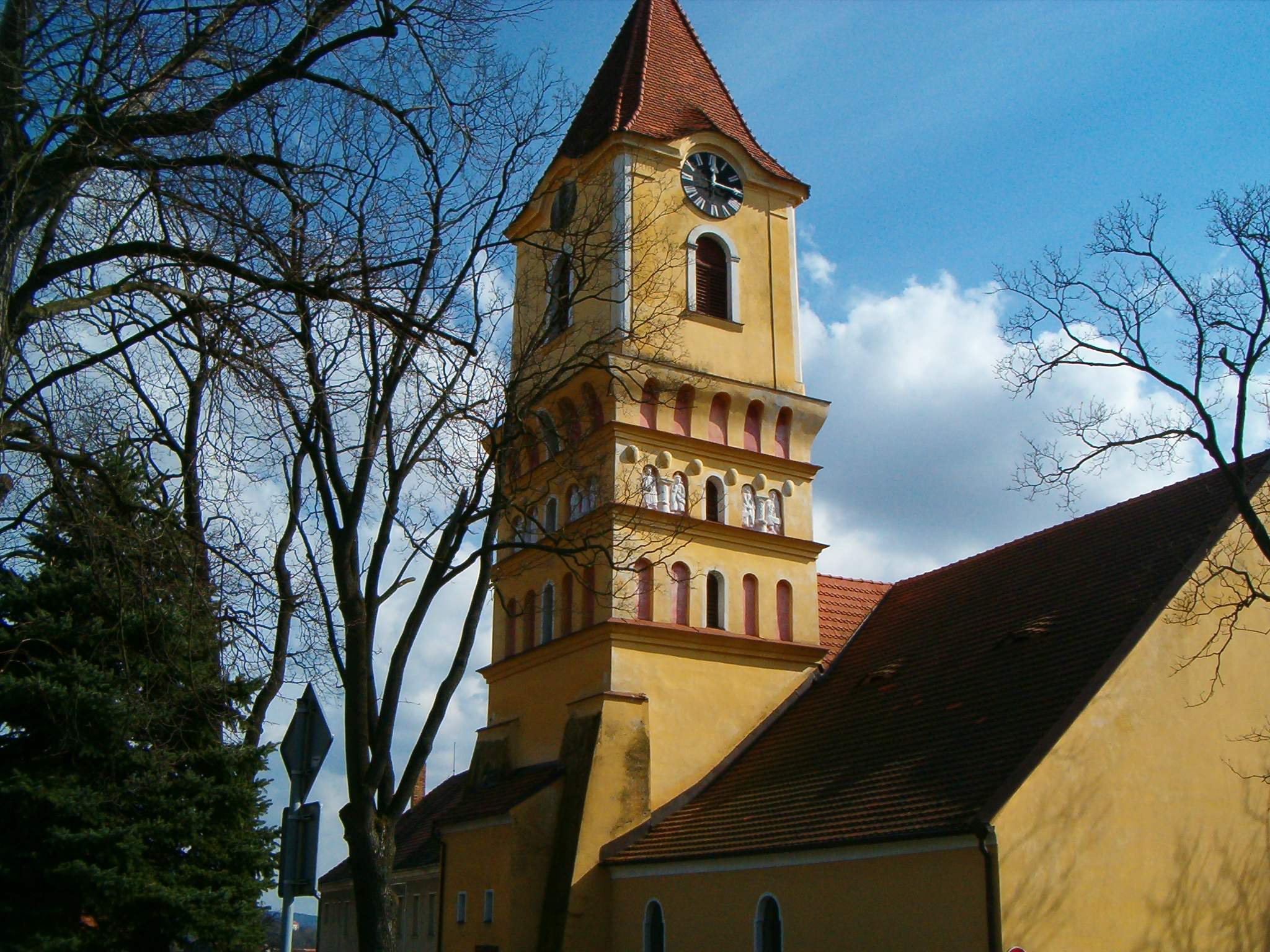
Kostel svatého Filipa a Jakuba
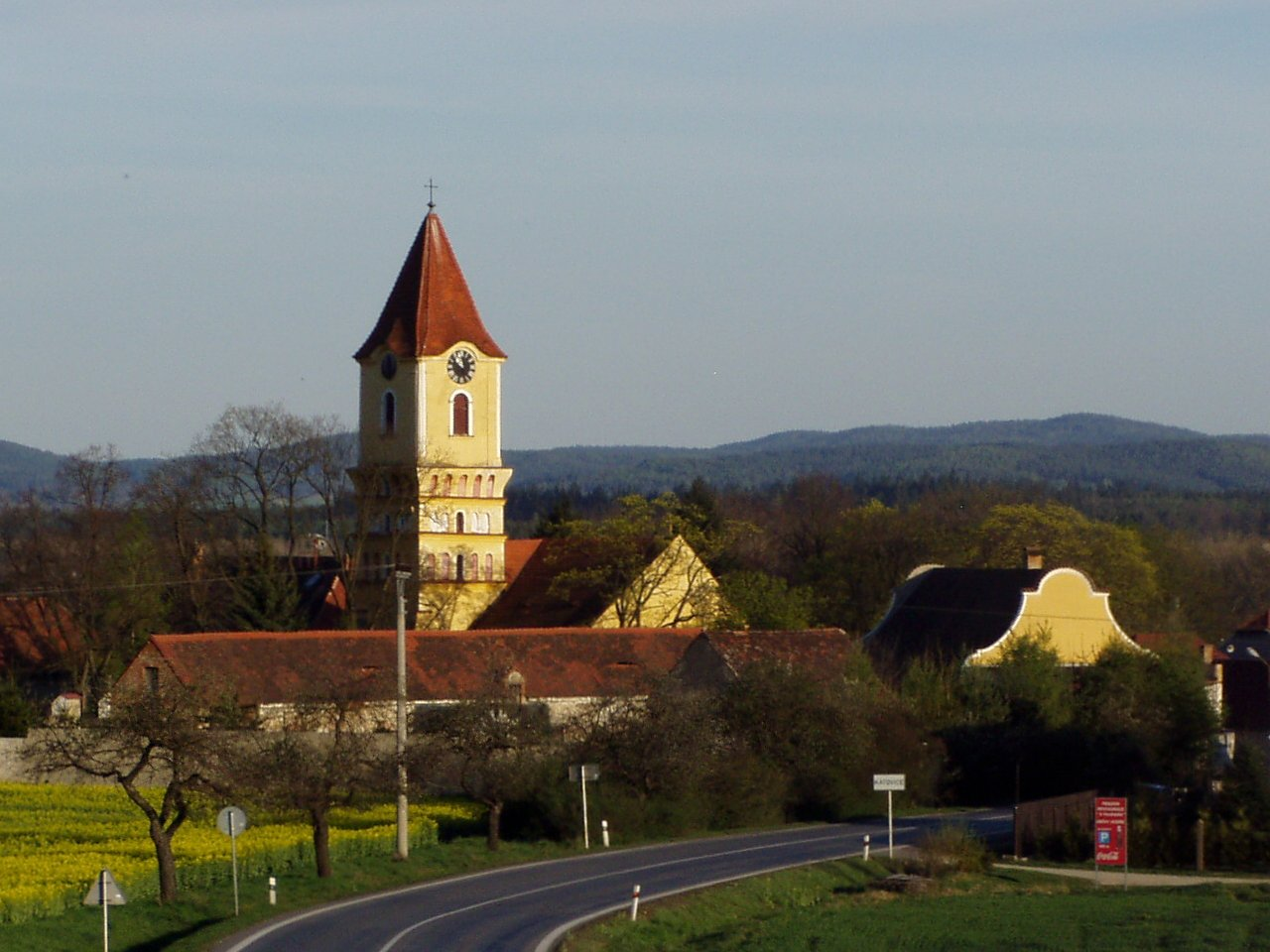
Kostel od silnice na Horažďovice
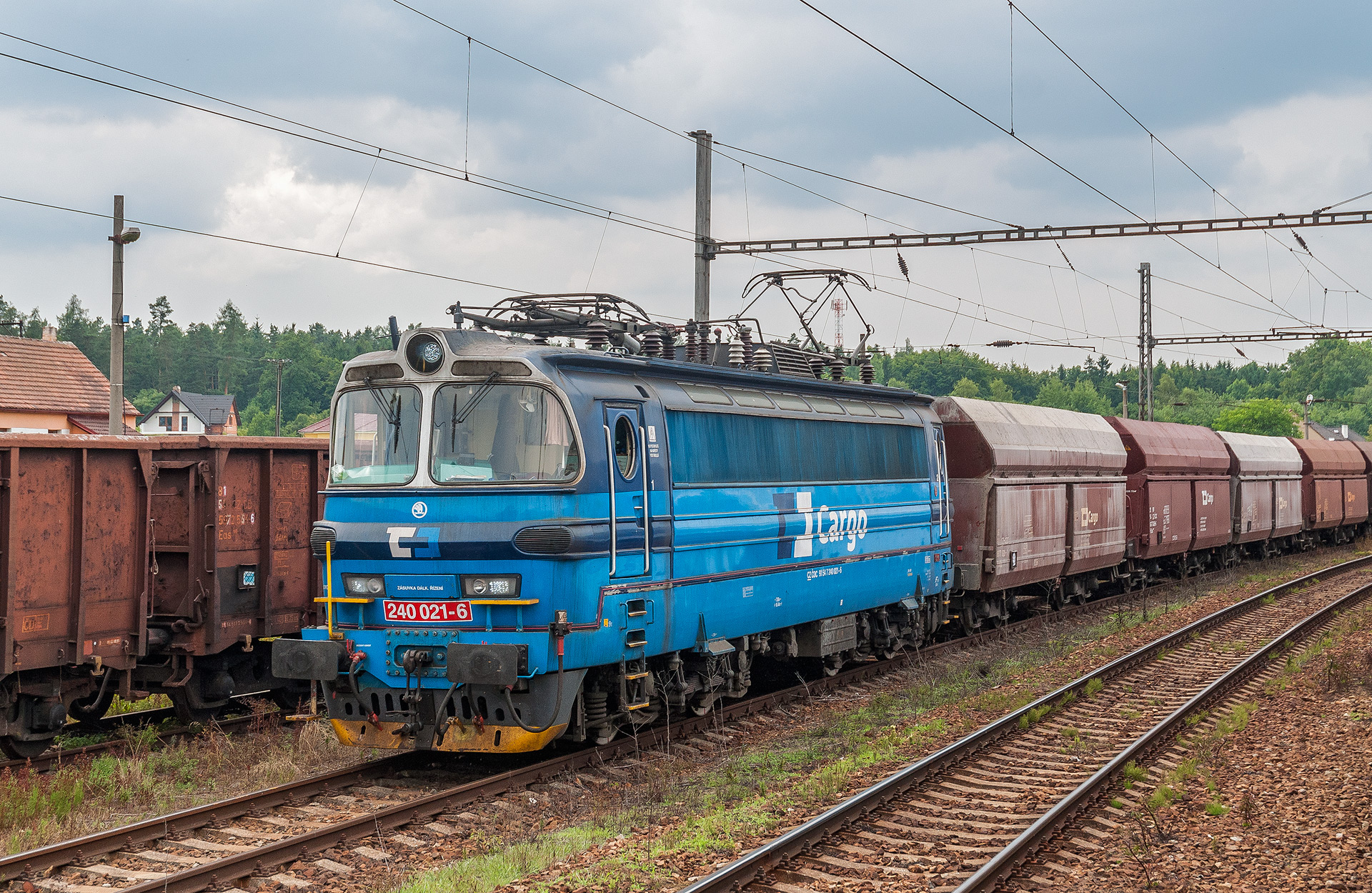
Vlaky u katovického nádraží